# 고윳값과 고유 벡터

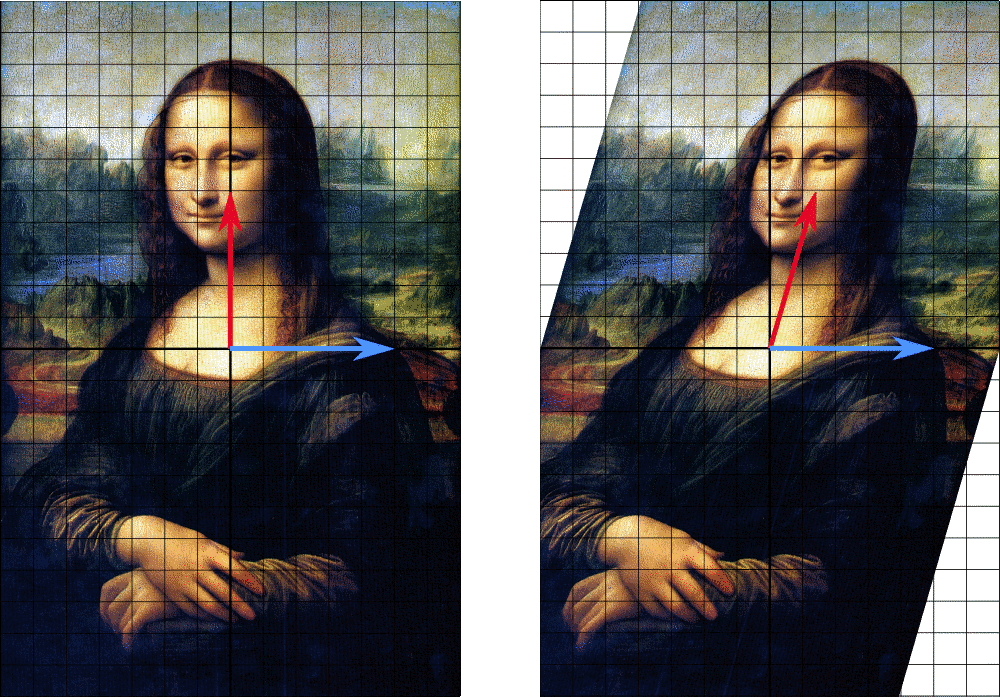
위 두 장의 그림은 원래 이미지가 옆으로 기울어진 모양으로 변하는 선형 변환을 보여주고 있다. 이 선형 변환에서 수평 축은 그대로 수평 축으로 남기 때문에 푸른색 화살표는 방향이 변하지 않지만 붉은색 화살표는 방향이 변하게 된다. 따라서 푸른색 화살표는 이 변환의 고유 벡터가 되고 붉은색 화살표는 고유 벡터가 아니다. 또한 푸른색 화살표의 크기가 변하지 않았으므로 이 벡터의 고윳값은 1이다.

선형대수학에서, 선형 변환의 고유벡터(固有vector, 영어: eigenvector 아이건벡터[*])는 그 선형 변환이 일어난 후에도 방향이 변하지 않는, 0이 아닌 벡터이다. 고유 벡터의 길이가 변하는 배수를 선형 변환의 그 고유 벡터에 대응하는 고윳값(固有값, 영어: eigenvalue 아이건밸류[*])이라고 한다. 선형 변환은 대개 고유 벡터와 그 고윳값만으로 완전히 설명할 수 있다.
고유 벡터와 고유값의 개념은 여러 응용수학 분야에서 중요한 위치를 차지하며, 특히 선형대수학, 함수해석학, 그리고 여러 가지 비선형 분야에서도 자주 사용된다.

## 역사와 어원
오늘날 선형대수학에 속하는 고윳값과 고유 벡터의 개념은 원래 19세기에 이차 형식 및 미분 방정식 이론으로부터 발달하였다. 19세기에 오귀스탱 루이 코시는 고전역학에서 관성 모멘트의 주축의 개념을 추상화하여 이차 곡면을 분류하였고, 고윳값의 개념을 도입하였다. 코시는 오늘날 고윳값에 해당하는 개념을 "특성근"(프랑스어: racine caractéristique 라신 카락테리스티크[*])이라고 불렀다. 또한, 코시는 대칭행렬이 실수 고윳값들을 가진다는 사실을 발견하였다. 1885년 샤를 에르미트는 이를 확장하여, 일반적으로 에르미트 행렬이 실수 고윳값들을 가진다는 것을 보였다.
20세기 초에 다비트 힐베르트가 오늘날 쓰이는 용어인 "고유 벡터"(독일어: Eigenvektor 아이겐벡토어[*])와 "고윳값"(독일어: Eigenwert 아이겐베르트[*])을 도입하였다. (그러나 수학 외의 분야에서 헤르만 폰 헬름홀츠가 유사한 의미로 쓴 적이 있다.) "아이겐"(독일어: eigen)은 "고유한", "특징적인" 등의 의미로 번역할 수 있다.

## 정의
체 {\displaystyle K}에 대한 벡터 공간 {\displaystyle V} 위의 선형 변환 {\displaystyle T\colon V\to V}가 주어졌다고 하자. 만약 어떤 {\displaystyle v\in V}와 {\displaystyle \lambda \in K}가
- {\displaystyle v\neq 0}
- {\displaystyle Tv=\lambda v}

를 만족시키면, {\displaystyle v}를 {\displaystyle T}의 고유 벡터라고 하고, {\displaystyle \lambda }를 {\displaystyle T}의 ({\displaystyle v}에 대응하는) 고윳값이라고 한다. {\displaystyle V}가 일종의 함수 공간인 경우, 고유 벡터 대신 고유 함수(固有函數, 영어: eigenfunction)라는 용어를 사용하기도 한다.

### 고유 공간
고윳값 {\displaystyle \lambda }의 고유 공간(固有空間, 영어: eigenspace)은 그 고유 벡터들과 0으로 구성되는 부분 벡터 공간이다. 즉 선형 변환 {\displaystyle T-\lambda I}의 핵이다.
{\displaystyle V_{\lambda }=\{v\in V\colon Tv=\lambda v\}}
유한 차원 벡터 공간 위의 선형 변환 {\displaystyle T}의 고유 다항식(固有多項式, 영어: characteristic polynomial)은 {\displaystyle K} 위의 {\displaystyle n=\dim V}차 다항식 {\displaystyle \det(xI-T)}이다.
고윳값 {\displaystyle \lambda }의 기하적 중복도(幾何的重複度, 영어: geometric multiplicity)는 그 고유 공간의 차원이다. {\displaystyle \lambda }의 대수적 중복도(代數的重複度, 영어: algebraic multiplicity)는 고유 다항식의 근 {\displaystyle x=\lambda }의 중복도이다.
선형 변환 {\displaystyle T}의 스펙트럼(영어: spectrum) {\displaystyle \operatorname {Spec} (T)}는 그 고윳값들의 대수적 중복도를 감안한 중복 집합이다.

### 고유 기저
선형 변환 {\displaystyle T}의 고유 기저(固有基底, 영어: eigenbasis)는 {\displaystyle T}의 고유 벡터들로 구성된 {\displaystyle V}의 기저이다. 고유 기저는 항상 존재하지는 않으나, (예를 들어) {\displaystyle V}가 유한 차원 복소수 벡터 공간이고 {\displaystyle T}가 에르미트 연산자인 경우 존재한다. 고유 기저가 존재하는 선형 변환을 대각화 가능 선형 변환(對角化可能線型變換, 영어: diagonalizable linear transformation)이라고 한다. 이는 선형 변환의 어떤 (모든) 행렬이 대각화 가능 행렬인 것과 동치이다.

### 행렬
정사각 행렬을 선형 변환으로 볼 수 있으므로, 위의 개념들은 정사각 행렬에게도 적용되며, 닮음 불변이다.

## 성질
선형 변환 {\displaystyle T\colon V\to V}에 대하여 다음 조건들이 동치이다.
- {\displaystyle \lambda }가 {\displaystyle T}의 고윳값이다.
- {\displaystyle \lambda I-T}가 특이 행렬이다.
- {\displaystyle \det(\lambda I-T)=0}, 즉 {\displaystyle \lambda }가 고유 다항식의 근이다.

만약 {\displaystyle T}가 유한 차원 벡터 공간 {\displaystyle V} 위의 선형 변환이라면, 그 고유 공간들은 선형 독립이다. 즉,
{\displaystyle \dim \sum _{\lambda \in \operatorname {Spec} (T)}V_{\lambda }=\sum _{\lambda \in \operatorname {Spec} (T)}\dim V_{\lambda }}

### 대각화 가능 선형 변환
유한 차원 벡터 공간 {\displaystyle V} 위의 선형 변환 {\displaystyle T\colon V\to V}에 대하여, 다음 조건들은 동치이다.
- {\displaystyle T}는 대각화 가능하다. (즉, {\displaystyle T}의 고유 기저가 존재한다.)
- {\displaystyle T}의 고유 다항식이 일차 다항식의 곱이며, 고윳값의 대수적 중복도와 기하적 중복도가 같다.
- {\displaystyle \dim V=\sum _{\lambda \in \operatorname {Spec} (T)}\dim V_{\lambda }}
- {\displaystyle V=\bigoplus _{\lambda \in \operatorname {Spec} (T)}V_{\lambda }}

### 행렬
실수 또는 복소수 (유한) {\displaystyle n\times n} 정사각 행렬 {\displaystyle M}이 {\displaystyle \operatorname {Spec} (M)=\{\lambda _{1},\ldots ,\lambda _{n}\}}이라고 하자. 그렇다면 다음 성질들이 성립한다.
- {\displaystyle n\times n} 정사각 행렬의 고윳값들의 (대수적 중복도를 고려한) 수는 {\displaystyle n}이다.

{\displaystyle |\operatorname {Spec} (M)|=n}
- 정사각 행렬의 대각합 {\displaystyle ({tr})}은 그 고윳값들의 합이며, 정사각 행렬의 행렬식{\displaystyle (\det )}은 고윳값들의 곱이다.

{\displaystyle \operatorname {tr} M=\sum \operatorname {Spec} (M)}
{\displaystyle \det M=\prod \operatorname {Spec} (M)}
- 모든 양의 정수 {\displaystyle k}에 대하여, {\displaystyle M^{k}}의 고윳값은 {\displaystyle M}의 고윳값들의 {\displaystyle k}제곱이다.

{\displaystyle \operatorname {Spec} (M^{k})=\operatorname {Spec} (M)^{k}=\{\lambda _{1}^{k},\lambda _{2}^{k},\dotsc ,\lambda _{n}^{k}\}}
- 만약 {\displaystyle M}이 가역 행렬이라면, 이는 모든 정수 {\displaystyle k}에 대해서도 성립한다.
- 유니터리 행렬의 고윳값의 절댓값은 모두 1이다.

{\displaystyle MM^{*}=M^{*}M=I\implies |\lambda _{1}|=|\lambda _{2}|=\cdots =1}
- 에르미트 행렬의 고윳값은 모두 실수이다.

{\displaystyle M=M^{*}\implies \lambda _{1},\lambda _{2},\dots \in \mathbb {R} }
- 삼각 행렬의 고윳값들은 그 대각선의 원소들이다.

{\displaystyle (i<j\implies M_{ij}=0)\implies \operatorname {Spec} (M)=\{M_{11},M_{22},\dotsc ,M_{nn}\}}
- 고윳값들이 모두 서로 다를 때, 서로 다른 고윳값에 대응하는 고유벡터는 선형 독립이다.[1]

## 예

### 1 × 1행렬
실수 {\displaystyle 1\times 1} 행렬
{\displaystyle A={\begin{pmatrix}a\end{pmatrix}}}
의 유일한 고윳값은 {\displaystyle a}이며, 이에 대응하는 고유 벡터는 모든 0이 아닌 벡터이다.

### 2 × 2행렬
실수 {\displaystyle 2\times 2} 행렬
{\displaystyle A={\begin{pmatrix}a&b\\c&d\end{pmatrix}}}
의 고유 다항식은 다음과 같다.
{\displaystyle {\begin{aligned}\det(xI-A)&={\begin{pmatrix}x-a&-b\\-c&x-d\end{pmatrix}}\\&=x^{2}-(a+d)x+(ad-bc)\\&=x^{2}-\operatorname {tr} Ax+\det A\end{aligned}}}
따라서 판별식은 다음과 같다.
{\displaystyle \Delta =\operatorname {tr} ^{2}A-4\det A}
이에 따라, {\displaystyle A}를 실수 행렬로 보는 경우,
- {\displaystyle \Delta >0}이면, 서로 다른 두 실수 고윳값을 갖는다.
- {\displaystyle \Delta =0}이면, 유일한 실수 고윳값을 가지며, 그 대수적 중복도는 2이다.
- {\displaystyle \Delta <0}이면, 실수 고윳값을 갖지 않는다. 다만, 복소수 행렬로 보는 경우 서로 다른 두 허수 고윳값을 가지며, 이들은 켤레 복소수이다. 이 경우, 두 허수 고윳값에 대응하는 벡터 역시 실수 벡터가 아니다. (그렇지 않다면, 그 상 역시 실수 벡터이므로, 고윳값이 실수가 된다. 이는 모순이다.)

### 유클리드 공간
3차원 회전 변환의 고유 벡터는 그 회전축에 놓인 벡터들이다. 회전한 후에도 이들의 길이와 방향은 변하지 않으므로 그들의 고윳값은 {\displaystyle \lambda =1}이다. 이에 대한 고유 공간은 회전축에 평행한 모든 벡터의 집합이므로, 1차원이다. 그밖의 고윳값 및 고유 벡터는 존재하지 않는다.
지구가 주어진 시간 동안의 자전을 선형 변환으로 볼 때에도 이와 같이 분석된다. 지구가 자전하면 지구의 중심에서 바깥을 향하는 화살표 중, 자전축 위에 놓이지 않은 화살표는 회전하며 방향이 변하고, 자전축을 향하거나 길이가 없는 화살표는 그 길이와 방향이 변하지 않는다.
얇은 종이를 가운데를 중심으로 하여 모든 방향으로 2배 확대시키자. 이때 중심을 시작점으로 하는 벡터들은 모두 방향의 변화 없이 길이가 2배가 된다. 따라서 이 변환의 유일한 고윳값은 2이고, 대응하는 고유 벡터는 모든 0이 아닌 벡터이다.

### 계산 실례
정사각 행렬의 고윳값과 고유 벡터는, 보통 (특히 행렬의 크기가 작은 경우) 고유 다항식을 통해 계산된다. 구체적으로, 고유 다항식을 구하고, 근을 구하고, 각 근에 대응하는 선형 방정식을 풀이한다. 큰 행렬에 대해서는 고유 다항식이 복잡해지므로 수치적 방법을 통해 근사적으로 구하기도 한다.
예를 들어, 실수 행렬
{\displaystyle A={\begin{pmatrix}1&2&2\\2&1&2\\2&2&1\end{pmatrix}}}
의 고윳값과 고유 벡터를 구하는 과정은 다음과 같다. 우선 {\displaystyle A}의 고유 다항식을 구한다.
{\displaystyle {\begin{aligned}\det(xI-A)&=\det {\begin{pmatrix}x-1&-2&-2\\-2&x-1&-2\\-2&-2&x-1\end{pmatrix}}\\&=(x+1)^{2}(x-5)\end{aligned}}}
근 {\displaystyle x=-1,5}가 곧 {\displaystyle A}의 고윳값이다. 고윳값 {\displaystyle x=-1}에 대한 선형 방정식의 계수 행렬을 구한다.
{\displaystyle -I-A={\begin{pmatrix}-2&-2&-2\\-2&-2&-2\\-2&-2&-2\end{pmatrix}}}
이에 대한 해공간은 다음과 같은 기저로 선형 생성됨을 알 수 있다.
{\displaystyle b_{1}={\begin{pmatrix}1\\0\\-1\end{pmatrix}}}
{\displaystyle b_{2}={\begin{pmatrix}0\\1\\-1\end{pmatrix}}}
비슷하게, 고윳값 {\displaystyle x=5}에 대한 선형 방정식의 계수 행렬은
{\displaystyle 5I-A={\begin{pmatrix}4&-2&-2\\-2&4&-2\\-2&-2&4\end{pmatrix}}}
이고, 해공간의 기저는
{\displaystyle b_{3}={\begin{pmatrix}1\\1\\1\end{pmatrix}}}
이다. {\displaystyle A}의 고윳값과 고유 벡터는 이로써 명백해진다.

### 고윳값 없음
고윳값을 갖지 않는 실수 행렬의 예로는 (시계 방향) 90도 회전 변환의 행렬
{\displaystyle A={\begin{pmatrix}0&1\\-1&0\end{pmatrix}}}
이 있다. {\displaystyle A}의 고유 다항식은
{\displaystyle \det(xI-A)=x^{2}+1}
이므로, 실수 행렬로서는 고윳값을 갖지 않는다. 다만, 복소수 행렬로서는 한 쌍의 켤레 복소수 {\displaystyle \pm i}를 고윳값으로 갖는다. 이들에 대응하는 고유 벡터는 물론 허수 벡터(즉 {\displaystyle \in \mathbb {C} ^{2}\setminus \mathbb {R} ^{2}})이다.

### 고유 함수
실수 무한번 미분 가능 함수들의 벡터 공간 {\displaystyle C^{\infty }(\mathbb {R} )} 위의 미분 연산자
{\displaystyle {\frac {d}{dx}}\colon C^{\infty }(\mathbb {R} )\to C^{\infty }(\mathbb {R} )}
은 선형 변환이다. {\displaystyle {\frac {d}{dx}}}의 고유 함수 및 고윳값의 튜플 {\displaystyle (f,\lambda )\in C^{\infty }(\mathbb {R} )\times \mathbb {R} }는 다음을 만족시켜야 한다.
{\displaystyle {\frac {df}{dx}}=\lambda f}
이 경우 모든 {\displaystyle \lambda \in \mathbb {R} }이 고윳값이며, {\displaystyle \lambda }에 대응하는 (유일한 유형의) 고유 함수는 지수 함수
{\displaystyle f(x)=ce^{\lambda x}\quad (c\neq 0)}
이다. ({\displaystyle \lambda =0}인 경우, 이는 0이 아닌 상수 함수이다.)

## 같이 보기
- 조르당 표준형
- 수치 분석 소프트웨어 목록
- 특잇값

## 참고 문헌
1. ↑  Meckes, Elizabath; Meckes, Mark (2018). 《Linear Algebra》. Cambridge University Press. 146-147쪽. ISBN 978-1-107-17790-1. LCCN 2017053812.

- Hoffman, Kenneth; Kunze, Ray (1971). 《Linear algebra》 (영어) 2판. Englewood Cliffs, N. J.: Prentice-Hall. ISBN 0-13-536797-2. MR 0276251. Zbl 0212.36601. Internet Archive LinearAlge(…).